# Карпунінський
Карпу́нінський (рос. Карпунинский) — селище у складі Верхотурського міського округу Свердловської області.
Населення — 402 особи (2010, 598 у 2002).
До 12 жовтня 2004 року селище мало статус селища міського типу.